# Klier van Bartholin
De klier van Bartholin of de glandula vestibularis major is een slijmklier.
Elke vrouw heeft er twee, aan weerskanten van de opening van de vagina in een klokwijzerstand van 5 en 7 uur. De afvoerbuizen eindigen aan de binnenzijde van de binnenste schaamlippen, de labia minora. Het door de klieren geproduceerde slijm vergemakkelijkt het inbrengen van de penis in de vagina. Dit slijm is daarmee onderdeel van de vaginale afscheiding. De klieren van Bartholin komen overeen met de klieren van Cowper bij de man die het voorvocht produceren.
Indien een kanaal van de klieren gedeeltelijk of compleet is afgesloten, kan de secretie niet worden afgescheiden en ontstaat er pijn door interne druk of door een infectie. Deze pijn situeert zich op een duidelijk punt. Behandeling geschiedt door het wegnemen van de klier, maar meestal door marsupialisatie of het tijdelijk inbrengen van een kleine katheter, de Word-catheter. Hierdoor ontstaat er een nieuwe opening. Bij marsupialisatie wordt al dan niet onder narcose een opening gemaakt aan de binnenkant van de schede waar de uitgezette afvoergang naar buiten wordt gehecht (geëverteerd). Hierdoor kan het geproduceerde vocht van de klier weer naar buiten aflopen.

## Afwijkingen
- aangeboren aandoeningen;
- infecties - Bartholinitis of abces; of empyeem
- traumata
- goedaardige tumor (zeldzaam);
- kwaadaardige tumor (zeldzaam);

## Historie
De klieren werden voor het eerst beschreven in de 17e eeuw door de Deense anatoom Caspar Bartholin Junior (1655-1738). Soms wordt ten onrechte beweerd dat zijn grootvader, theoloog en anatoom Caspar Bartholin Senior (1585-1629), ontdekker van de klieren is.